# Jay (Maine)
Jay es un pueblo ubicado en el condado de Franklin en el estado estadounidense de Maine. En el Censo de 2010 tenía una población de 4.851 habitantes y una densidad poblacional de 38,07 personas por km².

## Geografía
Jay se encuentra ubicado en las coordenadas 44°31′1″N 70°12′8″O / 44.51694, -70.20222. Según la Oficina del Censo de los Estados Unidos, Jay tiene una superficie total de 127.42 km², de la cual 125.29 km² corresponden a tierra firme y (1.67%) 2.13 km² es agua.

## Demografía
Según el censo de 2010, había 4.851 personas residiendo en Jay. La densidad de población era de 38,07 hab./km². De los 4.851 habitantes, Jay estaba compuesto por el 98.12% blancos, el 0.16% eran afroamericanos, el 0.39% eran amerindios, el 0.27% eran asiáticos, el 0% eran isleños del Pacífico, el 0.12% eran de otras razas y el 0.93% pertenecían a dos o más razas. Del total de la población el 1.42% eran hispanos o latinos de cualquier raza.